# 800 mètres féminin aux Jeux olympiques d'été de 2000 (athlétisme)
Navigation
Atlanta 1996 Athènes 2004
L'épreuve du 800 mètres féminin aux Jeux olympiques de 2000 s'est déroulée du 22 au 25 septembre 2000 au Stadium Australia de Sydney, en Australie. Elle est remportée par la Mozambicaine Maria Mutola.

## Résultats

### Finale
| Rang               | Athlète            | Pays               | Temps         | Note |
| ------------------ | ------------------ | ------------------ | ------------- | ---- |
| Médaille d'or      | Maria Mutola       | Mozambique         | 1 min 56 s 15 | SB   |
| Médaille d'argent  | Stephanie Graf     | Autriche           | 1 min 56 s 64 | NR   |
| Médaille de bronze | Kelly Holmes       | Royaume-Uni        | 1 min 56 s 80 |      |
| 4                  | Brigita Langerholc | Slovénie           | 1 min 58 s 51 | SB   |
| 5                  | Helena Fuchsova    | République tchèque | 1 min 58 s 56 | NR   |
| 6                  | Zulia Calatayud    | Cuba               | 1 min 58 s 66 | PB   |
| 7                  | Hazel Clark        | États-Unis         | 1 min 58 s 75 | PB   |
| 8                  | Hasna Benhassi     | Maroc              | 1 min 59 s 27 |      |

## Légende
Records et Performances
- AR : Record continental (area record)
- CR : Record des championnats (championship record)
- MR : Record du meeting (meet record)
- NR : Record national (national record)
- OR : Record olympique (olympic record)
- PR : Record paralympique (paralympic record)
- PB : Record personnel (personal best)
- SB : Meilleure performance personnelle de la saison (season's best)
- WL : Meilleure performance mondiale de l'année (world leader)
- WJR : Record du monde junior (world junior record)
- WR : Record du monde (world record)

Circonstances et Conditions
- DNF : N'a pas terminé (did not finish)
- DNS : N'a pas pris le départ (did not start)
- DQ : Disqualification (disqualification)
- NM : Aucun essai valable enregistré (No Mark)
- Q : Qualifié « directement » au prochain tour (ou à la prochaine compétition), lors d'une compétition majeure, grâce au classement ou à la réalisation des minima (automatic qualifier)
- q : Qualifié au prochain tour (ou à la prochaine compétition), lors d'une compétition majeure, grâce au repêchage ou à la réalisation de l'une des meilleures performances parmi celles des « non qualifiés directement » (grâce au meilleur temps ou à la meilleure distance par exemple) (secondary qualifier)